# New Iberia
New Iberia (franska: La Nouvelle-Ibérie, spanska: Nueva Iberia) är en stad (city) i Iberia Parish i delstaten Louisiana i USA. Staden hade 28 555 invånare, på en yta av 29,15 km² (2020). Den ligger cirka 31 kilometer sydost om Lafayette och cirka 168 kilometer väster om New Orleans. New Iberia är administrativ huvudort (parish seat) i Iberia Parish.